# (5097) Axford
(5097) Axford es un asteroide perteneciente al cinturón de asteroides descubierto el 12 de octubre de 1983 por Edward Bowell desde la Estación Anderson Mesa (condado de Coconino, cerca de Flagstaff, Arizona, Estados Unidos).

## Designación y nombre
Designado provisionalmente como 1983 TW1. Fue nombrado Axford en honor a William Ian Axford, director del Instituto Max Planck para la investigación del sistema solar, Lindau, y presidente de la Comisión de Investigación Espacial, con motivo de su sexagésimo cumpleaños. Las contribuciones fundamentales de Axford en las áreas de física de rayos magnetosféricos, heliosféricos, cometarios y de rayos cósmicos y la dinámica de los gases interestelares han mejorado enormemente nuestra comprensión y han estimulado una mayor investigación. Si bien proporciona un fuerte liderazgo en la promoción de misiones espaciales, incluida la exitosa misión de Giotto al cometa Halley en 1986, también ha sido un destacado defensor de la cooperación internacional en el espacio.

## Características orbitales
Axford está situado a una distancia media del Sol de 2,596 ua, pudiendo alejarse hasta 3,189 ua y acercarse hasta 2,004 ua. Su excentricidad es 0,228 y la inclinación orbital 3,897 grados. Emplea 1528,63 días en completar una órbita alrededor del Sol.

## Características físicas
La magnitud absoluta de Axford es 13,3. Tiene 12,558 km de diámetro y su albedo se estima en 0,059. 